# El Noticiero Universal
El Noticiero Universal fue un diario español, de carácter vespertino, editado en Barcelona entre 1888 y 1985. A lo largo de su existencia llegó a ser el periódico vespertino más influyente de Barcelona.

## Historia
Fue fundado en 1888 por Francisco Peris Mencheta, coincidiendo con la primera Exposición Universal de Barcelona. Escrito en español, constituyó el principal periódico de la familia Peris Mencheta, que también poseía La Correspondencia de Valencia y El Noticiero Sevillano. Durante su existencia a finales del siglo XIX y hasta la Segunda República fue un diario de perfil conservador. Logró consolidarse y para la década de 1910 el periódico tenía una tirada media de 20000 ejemplares.
Durante la Segunda Exposición Universal de Barcelona (1929) publicó suplementos en color. 
Después de la proclamación de la Segunda República el periódico, que anteriormente había apoyado a la monarquía, adoptó una línea editorial ecléctica, aceptando a la República aunque manteniendo simpatías monárquicas y conservadoras, a la vez que una posición comprensiva hacia la autonomía catalana. En 1936, tras el estallido de la Guerra civil, el diario fue confiscado y pasó a ser gestionado por un comité obrero. Al final de la contienda sus antiguos propietarios lograron recuperar el control del mismo.
El Noticiero Universal tuvo durante mucho tiempo su redacción en el número 35 de la calle Roger de Llúria. El edificio que acogía las instalaciones del rotativo fue reformado el 1963 por el arquitecto Josep Maria Sostres Maluquer, obra que dos años después llegó a recibir el premio FAD.
A principios de la década de 1980 el diario muestra una tendencia a la baja en la difusión que no consigue romper Carlos José Leo Antúnez poniéndose al frente de la empresa editora, Editorial Mencheta. A partir de su incorporación, los intentos de relanzamiento del diario, con una reducción de formato para ahorrar papel y la reconversión como matutino, rompiendo con su tradicional condición de periódico barcelonés de la tarde, no lograron evitar que dejara de publicarse el año 1985, poco antes de alcanzar el siglo de vida.

## Directores

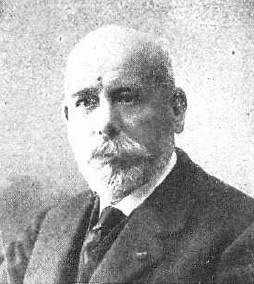
Francisco Peris Mencheta, en una fotografía hacia 1914.

| Nombre                        | Duración  | Notas                                |
| ----------------------------- | --------- | ------------------------------------ |
| Francisco Peris Mencheta      | 1888-1909 | Fundador del periódico.              |
| José Guardón                  | 1909-1912 |                                      |
| Juan Peris-Mencheta Guix      | 1912-1913 |                                      |
| Julián Pérez Carrasco         | 1913-1930 |                                      |
| Pelayo Costa                  | 1930-1932 |                                      |
| Francisco Peris-Mencheta Guix | 1932-1935 |                                      |
| José Palou Gari               | 1935-1936 |                                      |
| Enrique Tubau                 | 1936-1939 | Incautación durante la Guerra civil. |
| Enrique de Angulo             | 1939      |                                      |
| José Palou Gari               | 1939-1952 |                                      |
| Luis G. Manegat               | 1952-1966 |                                      |
| José María Hernández Pardos   | 1966-1972 |                                      |
| Manuel Tarín Iglesias         | 1972-1976 |                                      |
| Ángel Elías                   | 1976-1977 |                                      |
| José Tarín Iglesias           | 1977-1980 |                                      |
| Jordi Domènech                | 1980-1985 |                                      |

## Fondo gráfico
El 7 de diciembre de 1960, el Archivo Histórico de la Ciudad de Barcelona (AHCB) compró al dibujante Enric Bonet i Sintes (1890-1976) 29 originales de los años 1957-1959, realizados para el diario El Noticiero Universal. Todos, excepto una caricatura, ilustran artículos firmados por él mismo. La colección la forman 12 originales sobre piezas y objetos de museos de Barcelona; 14 dibujos sobre fiestas populares catalanas, ramos, caramellas, fiestas de la Merced...; y 3 caricaturas de tres destacadas personalidades del mundo de la cultura: los escritores Pío Baroja (1872-1956) y Jacinto Benavente (1866-1954), y el escultor Miquel Oslé (1879-1960). La caricatura de Pío Baroja es un recuerdo del novelista en el primer aniversario de su muerte y se publicó en la página literaria del diario.